# Pão de Açúcar (Taquaritinga do Norte)

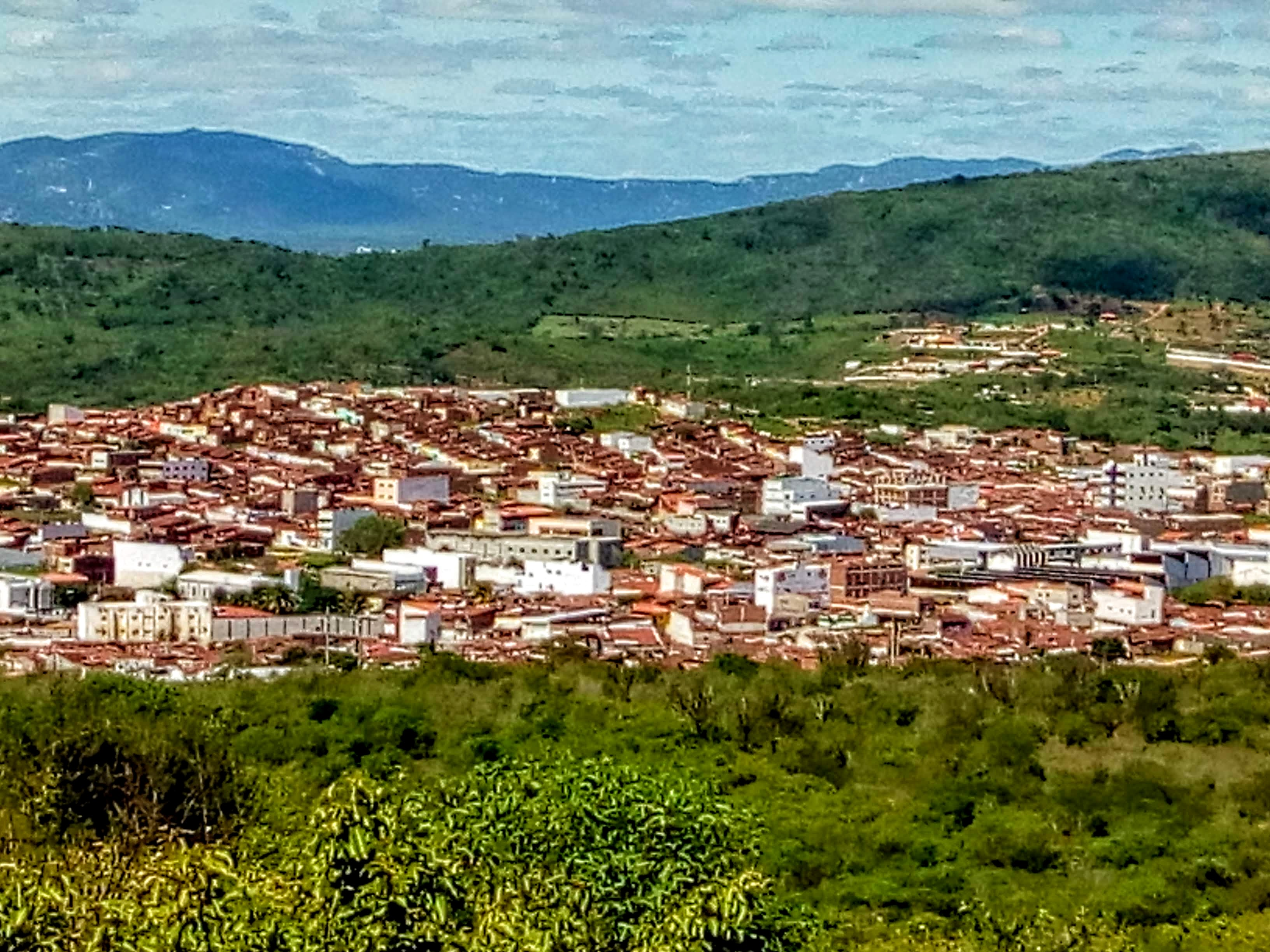
Vista do distrito de Pão de Açúcar.

Pão de Açúcar é um distrito do município brasileiro de Taquaritinga do Norte no agreste do estado de Pernambuco. Foi criado pela Lei Municipal nº 305 de 26 de agosto de 1958.
No distrito, existe um movimento que pede sua emancipação política que objetiva a criação de um novo município.
É conhecido por ser "a capital da camisaria", pela forte influência que o distrito abrange com o "ramo" dessa fabricação. 
ECONOMIA
Por estar localizado no Polo das Confecções de Pernambuco, o distrito de Pão de Açúcar tem em maior parte de sua atividade econômica a confecção, sendo o local onde mais se produz a camisaria no nordeste. O distrito conta com mais de 200 empresas e microempresas voltadas para esse ramo, com milhares de pessoas empregadas. Pão de Açúcar destaca-se ainda na alta produção de mosquiteiros, sendo um dos principais produtores desse artigo do país.
Toda essa produção é em sua maior parte comercializada nas cidades polo vizinhas, como em Santa Cruz do Capibaribe, Toritama e Caruaru. O distrito fica localizado em uma posição estratégica do polo, estando entre as duas principais rodovias do agreste setentrional, a BR-104 e a PE-160, importantes vias para o escoamento da mercadoria.
GEOGRAFIA
Pão de Açúcar fica localizado no agreste setentrional de Pernambuco, a uma altitude média de 408 metros de altitude, em um vale entre diversas serras da região, as margens do rio Capibaribe. A vegetação predominante é a caatinga.
Por estar localizado no agreste, o clima é semiárido, com uma temperatura média de 23º C, atingindo 17º no inverno e 36º no verão.
HISTÓRIA
Pão de Açúcar surgiu no início do século XX como um povoado de agricultores, de acordo com antigos moradores o local se chamava Ribeira, devido um riacho que corta o atual distrito. 
Posteriormente o nome mudou para Pão de Açúcar, a origem desse nome é incerta, mas a teoria mais aceita é a de que, homens que passavam pelo local, deixaram cair nas águas de um riacho um açúcar, que no movimento das águas se juntou e formou um pão.
Pão de Açúcar foi elevado a distrito pela Lei Municipal nº 305 de 26 de agosto de 1958, sendo o 3º distrito do município de Taquaritinga do Norte (sede, Gravatá do Ibiapina e Pão de Açúcar).
No final do século XX foi instalada uma usina de Algodão no distrito, distribuindo emprego para a população, a fábrica foi fechada após a morte do empresário Severino Pereira, e até hoje as ruínas da usina estão presentes.
SUBDIVISÕES
O distrito de Pão de Açúcar tem uma área distrital dentro do município de Taquaritinga do Norte que faz fronteira com Santa Cruz do Capibaribe, o distrito de São Domingos de Brejo da Madre de Deus, Toritama e o distrito sede do município.
Abrange alguns povoados e sítios de Taquaritinga do Norte, como Vila do Socorro, Varzinha, Maracajá, Lagoa do Jucá, Espírito Santo, Tatus, Piolho e Mangas. Devido o grande crescimento, em sua área urbana, é dividido em alguns bairros, são eles:
• Centro
• ⁠Serrinha
• ⁠Badoques
• ⁠Cruzeiro
• ⁠Trevo
• ⁠Lajes
• ⁠Vila Araguaia
• ⁠Bom Jesus
• ⁠Colorado
EMANICIPAÇÃO POLÍTICA
A população de Pão de Açúcar expressa um grande desejo de se emanicipar do município de Taquaritinga do Norte, tendo em vista seu grande crescimento populacional, que de acordo com o censo de 2022 era de cerca de 10 mil habitantes, sua economia expressiva, que demonstra claramente que caso se torna-se município seria mais sustentável que muitas pequenas cidades paraibanas, a arrecadação de impostos, que ficaria mais centralizada, tendo em vista que o distrito é o coração financeiro do município de Taquaritinga do Norte, desse modo as verbas seriam destinadas para o novo município de Pão de Açúcar, e a grande dependência da população por serviços, como hospital, prefeitura, banco, delegacia, dentre outros.
DEMOGRAFIA
De acordo com o censo de 2022 a população era de 9.896 habitantes, porém de acordo com estimativas a população chega a quase 15 mil habitantes, devido ao fato de que a maioria da população não é nativa do local, a maioria vem do sertão ou de estados vizinhos.
ADMINISTRAÇÃO
Pelo fato de o distrito já possuir uma estrutura de cidade, o mesmo possui uma subprefeitura que é responsável pela administração distrital.